# Benedetto Stella
Pour les articles homonymes, voir Stella.
Benedetto Stella (né le 30 janvier 1913 à Darfo Boario Terme, dans la province de Brescia, en Lombardie et mort le 24 avril 1993 à Rio de Janeiro, au Brésil) était un footballeur et entraîneur italien de l'entre-deux-guerres.

## Biographie
Benedetto Stella réalise toute sa carrière de footballeur, au poste de milieu de terrain, en Italie. Il fait ses débuts au haut niveau avec le Circolo Sportivo Trevigliese en 1929. Deux ans plus tard, il est promu en Serie A après avoir remporté le championnat de rie B. Il rejoint ensuite un autre club de première division, Pro Patria. Il quitte finalement la ville de Busto Arsizio pour le Milan FC. Après deux ans passés chez les Rossonieri, il rejoint la Serie B et le club de Catane en 1935 puis l'ACF Fiorentina en 1936. La saison suivante, il est prêté à la Lazio Rome avec qui il ne joue que quatre matchs. En 1938, il est transféré au Lucchese Libertas. Après une saison pleine et cinq buts marqués en  27 matchs, il endosse le maillot de l'AC Liguria avec qui il remporte un second titre de Serie B. Benedetto Stella met un terme à sa carrière de footballeur, pendant la guerre, en 1943, après une saison à l'Atalanta Bergame. 
Entre 1948 et 1950, il est l'entraîneur de l'AS Pescara, mais il ne remporte aucun titre avec le club.

## Palmarès
| CS Trevigliese - Serie B - Champion : 1931 |  | AC Liguria - Serie B - Champion : 1941 |